# باربرا ألبرتي
باربرا ألبرتي (بالإيطالية: Barbara Alberti)‏ هي كاتِبة وكاتبة سيناريو وصحفية وفيلسوفة إيطالية، ولدت في 11 أبريل 1943 في أمبيرتيدي في إيطاليا.

## وصلات خارجية
- باربرا ألبرتي على موقع IMDb (الإنجليزية)
- باربرا ألبرتي على موقع ألو سيني (الفرنسية)
- باربرا ألبرتي على موقع أول موفي (الإنجليزية)
- باربرا ألبرتي على موقع قاعدة بيانات الأفلام السويدية (السويدية)
- باربرا ألبرتي على موقع قاعدة بيانات الفيلم (الإنجليزية)
- باربرا ألبرتي على موقع كينوبويسك (الروسية)